# Princess of China
Singles de Coldplay
Charlie Brown
(2011) Up with the Birds
(2012)
Singles par Rihanna
Talk That Talk
(2012) Take Care
(2012)
Princess of China est une chanson du groupe britannique Coldplay en collaboration avec la chanteuse barbadienne Rihanna. C'est la dixième chanson de leur album Mylo Xyloto. Princess of China est écrite par les membres du groupe et Brian Eno. Elle s'inspire du R'n'B et de l'electropop. La chanson reçoit des avis mitigés : certaines critiques saluent la collaboration entre le chanteur Chris Martin et Rihanna, alors que d'autres y voient un manque d'inspiration.
Il s'agit du quatrième single de l'album, avec une sortie officielle prévue le 4 juin 2012. La chanson est toutefois disponible en téléchargement légal depuis avril 2012, tandis que la première diffusion radio date du 14 février 2012, aux États-Unis.

## Formats et liste des pistes
| 1. | Princess of China (Radio Edit)          | 3:39 |
| 2. | Princess of China (Invisible Men Remix) | 3:49 |

| 1. | Princess of China (Radio Edit) | 3:35 |

| 1. | Princess of China (Radio Edit)          | 3:35 |
| 2. | Princess of China (Invisible Men Remix) | 3:49 |
| 3. | Princess of China (Album Version)       | 3:59 |
| 4. | Princess of China (Instrumental)        | 3:59 |

| 1. | Princess of China (Radio Edit)          | 3:38 |
| 2. | Princess of China (Invisible Men remix) | 3:46 |
| 3. | Paradise (Tiësto Remix)                 | 4:46 |
| 4. | Princess of China (Acoustic)            | 3:26 |

## Classement s et certifications
| Classement (2011–2012)                     | Meilleure position |
| ------------------------------------------ | ------------------ |
| Australie (ARIA)                           | 16                 |
| Autriche (Ö3 Austria Top 40)               | 25                 |
| Belgique (Flandre Ultratip 100)            | 2                  |
| Belgique (Ultratop 40 Wallonie)            | 24                 |
| Brésil (Billboard Hot 100 Airplay)         | 8                  |
| Brésil (Billboard Hot Pop)                 | 1                  |
| Canada (Hot 100)                           | 17                 |
| Tchéquie (IFPI Rádio)                      | 56                 |
| Danemark (Tracklisten)                     | 7                  |
| Finlande (Finland's Official List)         | 14                 |
| France (SNEP)                              | 24                 |
| Allemagne (Media Control)                  | 77                 |
| Hongrie (Rádiós Top 40)                    | 19                 |
| Irlande (IRMA)                             | 5                  |
| Israël (Media Forest)                      | 5                  |
| Italie (FIMI)                              | 16                 |
| Pays-Bas (Nederlandse Top 40)              | 26                 |
| Pays-Bas (Single Top 100)                  | 48                 |
| Nouvelle-Zélande (RMNZ)                    | 8                  |
| Norvège (VG-lista)                         | 8                  |
| Espagne (PROMUSICAE)                       | 24                 |
| Suisse (Schweizer Hitparade)               | 20                 |
| Royaume-Uni (UK Singles Chart)             | 4                  |
| États-Unis Billboard Hot 100               | 20                 |
| États-Unis Pop Songs (Billboard)           | 24                 |
| Venezuela Pop Rock General (Record Report) | 9                  |

| Pays      | Organisme | Certification | Vente  |
| --------- | --------- | ------------- | ------ |
| Australie | ARIA      | Platine       | 70 000 |
| Danemark  | IFPI      | Platine       | 30 000 |
| Italie    | FIMI      | Platine       | 30 000 |

## Historique de sortie
| Pays             | Date de sortie   | Format                 |
| ---------------- | ---------------- | ---------------------- |
| États-Unis       | 14 février 2012, | Mainstream radio       |
| Suisse           | 13 avril 2012    | Téléchargement digital |
| Suède            | 13 avril 2012    | Téléchargement digital |
| Espagne          | 13 avril 2012    | Téléchargement digital |
| Portugal         | 13 avril 2012    | Téléchargement digital |
| Norvège          | 13 avril 2012    | Téléchargement digital |
| Nouvelle-Zélande | 13 avril 2012    | Téléchargement digital |
| Pays-Bas         | 13 avril 2012    | Téléchargement digital |
| Luxembourg       | 13 avril 2012    | Téléchargement digital |
| Japon            | 13 avril 2012    | Téléchargement digital |
| Italie           | 13 avril 2012    | Téléchargement digital |
| Irlande          | 13 avril 2012    | Téléchargement digital |
| Grèce            | 13 avril 2012    | Téléchargement digital |
| Finlande         | 13 avril 2012    | Téléchargement digital |
| Danemark         | 13 avril 2012    | Téléchargement digital |
| Canada           | 13 avril 2012    | Téléchargement digital |
| États-Unis       | 13 avril 2012    | Téléchargement digital |
| Belgique         | 13 avril 2012    | Téléchargement digital |
| Autriche         | 13 avril 2012    | Téléchargement digital |
| Australie        | 13 avril 2012    | Téléchargement digital |
| Allemagne        | 13 avril 2012    | Téléchargement digital |
| France           | 13 avril 2012    | Téléchargement digital |
| Suisse           | 1er juin 2012    | Digital Remixes EP     |
| Suède            | 1er juin 2012    | Digital Remixes EP     |
| Espagne          | 1er juin 2012    | Digital Remixes EP     |
| Portugal         | 1er juin 2012    | Digital Remixes EP     |
| Norvège          | 1er juin 2012    | Digital Remixes EP     |
| Nouvelle-Zélande | 1er juin 2012    | Digital Remixes EP     |
| Pays-Bas         | 1er juin 2012    | Digital Remixes EP     |
| Luxembourg       | 1er juin 2012    | Digital Remixes EP     |
| Japon            | 1er juin 2012    | Digital Remixes EP     |
| Italie           | 1er juin 2012    | Digital Remixes EP     |
| Irlande          | 1er juin 2012    | Digital Remixes EP     |
| Grèce            | 1er juin 2012    | Digital Remixes EP     |
| Finlande         | 1er juin 2012    | Digital Remixes EP     |
| Danemark         | 1er juin 2012    | Digital Remixes EP     |
| Canada           | 1er juin 2012    | Digital Remixes EP     |
| États-Unis       | 1er juin 2012    | Digital Remixes EP     |
| Belgique         | 1er juin 2012    | Digital Remixes EP     |
| Autriche         | 1er juin 2012    | Digital Remixes EP     |
| Australie        | 1er juin 2012    | Digital Remixes EP     |
| Allemagne        | 1er juin 2012    | Digital Remixes EP     |
| France           | 1er juin 2012    | Digital Remixes EP     |
| Royaume-Uni      | 4 juin 2012      | Digital Remixes EP     |